# 熊谷運動公園
熊谷さくら運動公園（くまがやさくらうんどうこうえん）は、埼玉県熊谷市小島に位置する熊谷市営の都市公園（運動公園）である。この公園名は公式愛称であり、正式名称は熊谷運動公園。
熊谷市が直接管理を行っていたが、2009年4月1日から指定管理者制度へ移行し、「シンコースポーツ・熊谷ハートフルグループ・ジョンソンコントロールズ共同事業体」が指定管理者となっている。それと同時に現在の愛称が制定された。

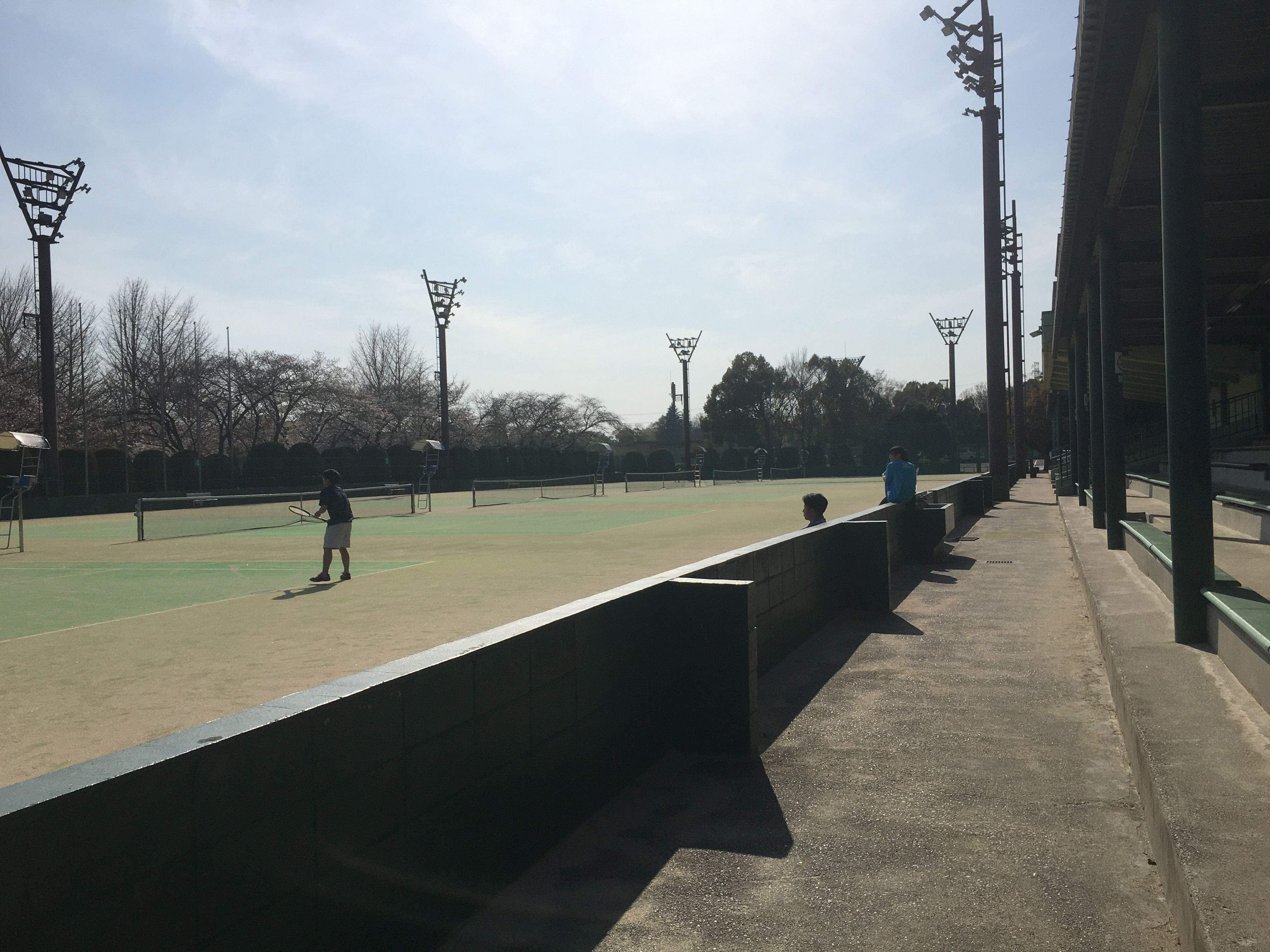
テニスコート

陸上競技場・野球場・市営プールなどがある。

## 交通
- JR上越新幹線・高崎線、秩父鉄道秩父本線熊谷駅南口または高崎線籠原駅南口から、市内循環ゆうゆうバスムサシトミヨ号「運動公園」停留所（アクアピア前）または｢テニスコート入口｣停留所（テニスコート東）、さくら号｢運動公園｣停留所
- 籠原駅南口から、国際十王バス臨時直通便「熊谷さくら運動公園」停留所（陸上競技場前）※ 運行日時要確認[3]。
- 秩父本線ひろせ野鳥の森駅から徒歩（約1km）
- 国際十王バス KM23系統「西新島」停留所から徒歩（約1.5 km）

## 施設
- 陸上競技場（サッカー場兼用）
毎年、熊谷さくらマラソン大会のメイン会場として使われる。
かつてはサッカーJサテライトリーグの試合（浦和レッドダイヤモンズ戦）が行われていた。
ピッチ：天然芝
トラック：クレー
収容人数：800人
スタンドはホームストレート側に僅かにある程度。全席ベンチシート。
- 野球場／おふろcafé ハレニワスタジアム熊谷（ハレスタ熊谷）
プロ野球イースタン・リーグ（埼玉西武ライオンズ主催、読売ジャイアンツ主催）・全国高等学校野球選手権埼玉大会等の試合会場の一つとして使われている。また、プロ野球ベースボール・チャレンジ・リーグに2015年シーズンから加盟した埼玉武蔵ヒートベアーズ（2018年9月までは武蔵ヒートベアーズ）が本拠地として使用している。
2024年4月より株式会社温泉道場が当球場のネーミングライツパートナーとなり、「おふろcafé ハレニワスタジアム熊谷」（略称は「ハレスタ熊谷」）と命名された（期間は2027年3月までの予定）[4]。
一般的には、「熊谷公園球場」と呼ばれている。
かつて存在した熊谷市営球場を移転する形で設置。旧球場跡地は「伊勢町ふれあい公園（南運動場）」として再整備された。
グラウンドは両翼90m・中堅120m　照明は6基。
内野：クレー、外野：天然芝　
スコアボードはLED式（2013年までは選手名のみ手動式）。
収容人数：24,500人
観客席は1・3塁両ベンチ裏とバックネット裏に全席ベンチシートのスタンド、残りは芝生席で内野席と外野席は通り抜けができる構造になっている。
ファールグラウンド、観客席共に非常に狭く、球場外周に防球ネットがないため、ファールボールの半数以上が場外へ出てしまう。
- 第二野球場
- 第三野球場
- テニスコート
- 弓道場
- 相撲場
- 屋内プール「アクアピア」

## 過去にあった施設
- 屋外プール
昭和46年7月17日に開業してきたが、新型コロナウイルス感染拡大の影響で夏季の営業は令和2年以降休止が続いていた。老朽化が著しい状況であるため、営業を終了した[5]。